# کازارا
کازارا (به پرتغالی: Caseara) یک منطقهٔ مسکونی در برزیل است که در توکانتینس واقع شده‌است. کازارا ۱٬۶۹۲ کیلومتر مربع مساحت و ۵٬۴۴۲ نفر جمعیت دارد.